# 腓特烈·金特 (施瓦茨堡-魯多爾施塔特)
腓特烈·金特（德語：Friedrich Günther，1793年11月6日—1867年6月28日），施瓦茨堡-魯多爾施塔特親王，1807年至1867年在位。

## 家庭
1816年，腓特烈·金特與表姐安哈特-德紹的奧古斯塔結婚，兩人共有三個兒子：
1. 腓特烈·金特（1818年—1821年），夭折
2. 金特（1821年—1845年）
3. 古斯塔夫（1828年—1837年），夭折

奧古斯塔於1854年去世。隔年，腓特烈·金特與雷納的海倫女伯爵結婚，這段婚姻被視為貴庶通婚。兩人共有1子1女：
1. 海倫（1860年—1937年）
2. 西佐（1860年—1926年）